# 尼伯爾裸吻魚
尼伯爾裸吻魚（學名：Psilorhynchus nepalensis）為輻鰭魚綱鯉形目裸吻魚科的一個種，分布於亞洲尼泊爾卡利甘達基河的支流流域，本魚體延長，胸鰭水平呈吸盤狀，胸鰭之間的腹中區域沒有鱗片，背鰭邊緣存在深色斑點，尾鰭上有2或3條深色、不規則的垂直條紋，背鰭軟條 11-12枚、臀鰭軟條7-8枚，體長可達4.7公分，棲息在沙石底質、水流快速的溪流，屬底棲性，生活習性不明。